# Schachbundesliga 2003/04 (Frauen)
Die Saison 2003/04 war die 13. Spielzeit der Schachbundesliga der Frauen. Aus der 2. Bundesliga waren der SK Großlehna, der SK Chaos Mannheim und der Torgelower SV Greif aufgestiegen. 
Die drei Aufsteiger landeten auf den Abstiegsplätzen, da aber sowohl der SK Turm Emsdetten als auch der SC Meerbauer Kiel nach der Saison seine Mannschaft zurückzog, blieben Großlehna und Mannheim erstklassig. 
Der Titelverteidiger SC Baden-Oos und der SK Turm Emsdetten trennten sich im direkten Vergleich unentschieden und besiegten alle übrigen Konkurrenten, so dass die Entscheidung über den Titel erst in einem Stichkampf fiel, den der SC Baden-Oos mit 3,5:2,5 gewann.
Zu den gemeldeten Mannschaftskadern der teilnehmenden Vereine siehe Mannschaftskader der deutschen Schachbundesliga 2003/04 (Frauen).

## Abschlusstabelle
|     | Verein                   | Sp | G  | U | V  | MP    | Brett-P.  |
| --- | ------------------------ | -- | -- | - | -- | ----- | --------- |
| 1.  | SC Baden-Oos (M)         | 11 | 10 | 1 | 0  | 21:1  | 49,0:17,0 |
| 2.  | SK Turm Emsdetten        | 11 | 10 | 1 | 0  | 21:1  | 50,0:16,0 |
| 3.  | Hamburger SK             | 11 | 7  | 1 | 3  | 15:7  | 37,0:29,0 |
| 4.  | Dresdner SC              | 11 | 7  | 0 | 4  | 14:8  | 34,5:31,5 |
| 5.  | USV Halle                | 11 | 5  | 2 | 4  | 12:10 | 38,0:28,0 |
| 6.  | Rodewischer Schachmiezen | 11 | 4  | 3 | 4  | 11:11 | 34,0:32,0 |
| 7.  | Karlsruher Schachfreunde | 11 | 4  | 1 | 6  | 9:13  | 32,5:33,5 |
| 8.  | SC Meerbauer Kiel        | 11 | 4  | 1 | 6  | 9:13  | 30,5:35,5 |
| 9.  | Rotation Berlin          | 11 | 4  | 1 | 6  | 9:13  | 29,0:37,0 |
| 10. | SK Großlehna (N)         | 11 | 4  | 1 | 6  | 9:13  | 27,5:38,5 |
| 11. | SK Chaos Mannheim (N)    | 11 | 1  | 0 | 10 | 2:20  | 15,5:50,5 |
| 12. | Torgelower SV Greif (N)  | 11 | 0  | 0 | 11 | 0:22  | 18,5:47,5 |

## Entscheidungen
|     | Deutscher Meister: SC Baden-Oos |
|     | Abstieg in die 2. Bundesliga der Frauen: SK Turm Emsdetten (freiwilliger Rückzug), SC Meerbauer Kiel (freiwilliger Rückzug), Torgelower SV Greif |
| (M) | Meister der letzten Saison |
| (N) | Aufsteiger der letzten Saison |

## Kreuztabelle
| Ergebnisse | Ergebnisse               | 1. | 2. | 3. | 4. | 5. | 6. | 7. | 8. | 9. | 10. | 11. | 12. |
| ---------- | ------------------------ | -- | -- | -- | -- | -- | -- | -- | -- | -- | --- | --- | --- |
| 1.         | SC Baden-Oos             |    | 3  | 3½ | 5½ | 4  | 4½ | 4½ | 4½ | 4  | 5   | 5   | 5½  |
| 2.         | SK Turm Emsdetten        | 3  |    | 4½ | 5  | 4½ | 4½ | 3½ | 4  | 4½ | 4½  | 6   | 6   |
| 3.         | Hamburger SK             | 2½ | 1½ |    | 3½ | 3  | 3½ | 2  | 4  | 4½ | 4   | 5   | 3½  |
| 4.         | Dresdner SC              | ½  | 1  | 2½ |    | 4  | 3½ | 4  | 5  | 2½ | 4   | 4   | 3½  |
| 5.         | USV Halle                | 2  | 1½ | 3  | 2  |    | 3  | 4½ | 5  | 3½ | 2½  | 5½  | 5½  |
| 6.         | Rodewischer Schachmiezen | 1½ | 1½ | 2½ | 2½ | 3  |    | 3  | 4  | 4½ | 3   | 4   | 4½  |
| 7.         | Karlsruher Schachfreunde | 1½ | 2½ | 4  | 2  | 1½ | 3  |    | 1½ | 4  | 2½  | 6   | 4   |
| 8.         | SC Meerbauer Kiel        | 1½ | 2  | 2  | 1  | 1  | 2  | 4½ |    | 3  | 4½  | 5   | 4   |
| 9.         | Rotation Berlin          | 2  | 1½ | 1½ | 3½ | 2½ | 1½ | 2  | 3  |    | 4   | 4   | 3½  |
| 10.        | SK Großlehna             | 1  | 1½ | 2  | 2  | 3½ | 3  | 3½ | 1½ | 2  |     | 3½  | 4   |
| 11.        | SK Chaos Mannheim        | 1  | 0  | 1  | 2  | ½  | 2  | 0  | 1  | 2  | 2½  |     | 3½  |
| 12.        | Torgelower SV Greif      | ½  | 0  | 2½ | 2½ | ½  | 1½ | 2  | 2  | 2½ | 2   | 2½  |     |

## Die Meistermannschaft
| 1.            | SC Baden-Oos |
| Schachfiguren | Ketino Kachiani-Gersinska, Almira Scripcenco, Jekaterina Kowalewskaja, Nino Churzidse, Elena Sedina, Ekaterina Borulya, Tamara Klink, Jessica Nill, Iamze Tammert. |

## 2. Bundesliga
| Platz | Verein                 | M-Punkte | B-Punkte |
| ----- | ---------------------- | -------- | -------- |
| 1     | SK Holsterhausen (A)   | 11       | 28,5     |
| 2     | TSV Schott Mainz       | 11       | 25,5     |
| 3     | SV Wattenscheid        | 07       | 21,5     |
| 4     | ISV Freibauer Eikamp   | 07       | 20,5     |
| 5     | Krefelder SK Turm 1851 | 07       | 20,5     |
| 6     | SV 1947 Walldorf (N)   | 07       | 19,5     |
| 7     | SV 1920 Hofheim        | 04       | 16,0     |
| 8     | SV Heiden 54 (N)       | 02       | 16,0     |

| Platz | Verein                             | M-Punkte | B-Punkte |
| ----- | ---------------------------------- | -------- | -------- |
| 1     | SC Leipzig-Gohlis (A)              | 13       | 31,5     |
| 2     | FC Bayern München                  | 12       | 27,5     |
| 3     | TSV Zeulenroda                     | 08       | 23,0     |
| 4     | Lok Leipzig Mitte (N)              | 08       | 19,5     |
| 5     | SG Augsburg 1873                   | 06       | 19,0     |
| 6     | Rodewischer Schachmiezen II        | 05       | 17,5     |
| 7     | SC Unterpfaffenhofen-Germering (N) | 03       | 14,0     |
| 8     | SC Suhl (N)                        | 01       | 16,0     |

| Platz | Verein                        | M-Punkte | B-Punkte |
| ----- | ----------------------------- | -------- | -------- |
| 1     | Weiß-Blau Allianz Leipzig (A) | 11       | 30,0     |
| 2     | SK Lehrte 1919 (N)            | 10       | 24,5     |
| 3     | SV Chemie Guben               | 08       | 25,0     |
| 4     | Glückauf Rüdersdorf           | 08       | 24,0     |
| 5     | USV Potsdam                   | 07       | 18,0     |
| 6     | SV Görlitz 1990               | 06       | 20,5     |
| 7     | Hamburger SK II (N)           | 04       | 17,5     |
| 8     | Dresdner SC II                | 02       | 08,5     |